# Minsk

Unabhängigkeitsplatz im Zentrum von Minsk

Minsk (belarussisch Мінск, älter auch Менск, russisch Минск, polnisch Mińskⓘ [ˈmiɲsk], jiddisch מינסק Minsk) ist die Hauptstadt und gleichzeitig mit etwa 2 Millionen Einwohnern (Stand: 2022) größte Stadt in Belarus. Sie ist das politische, wirtschaftliche und kulturelle Zentrum von Belarus mit Hochschulen und Fachschulen sowie zahlreichen Kirchen, Theatern und Museen. Die Stadt hat einen Sonderstatus und gehört keiner Woblasz an, ist aber Hauptstadt der sie umschließenden Minskaja Woblasz. Minsk ist Sitz der Gemeinschaft Unabhängiger Staaten (GUS).

## Geographie

### Lage und Ausdehnung

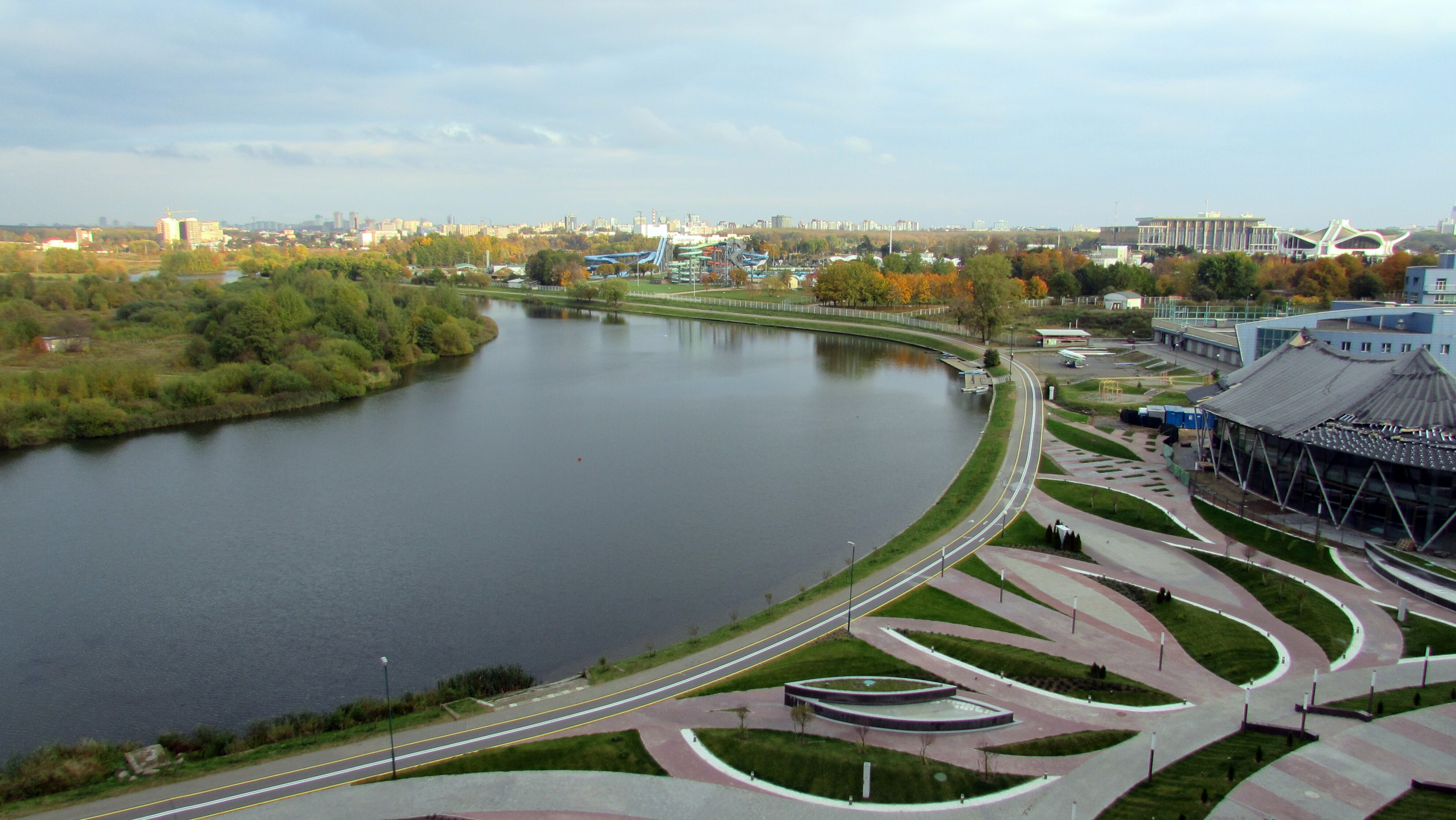
Fluss Swislatsch in Minsk

Minsk liegt an der Swislatsch, einem Nebenfluss der Bjaresina. Die Fläche der Stadt beträgt 348,45 km².

### Stadtgliederung

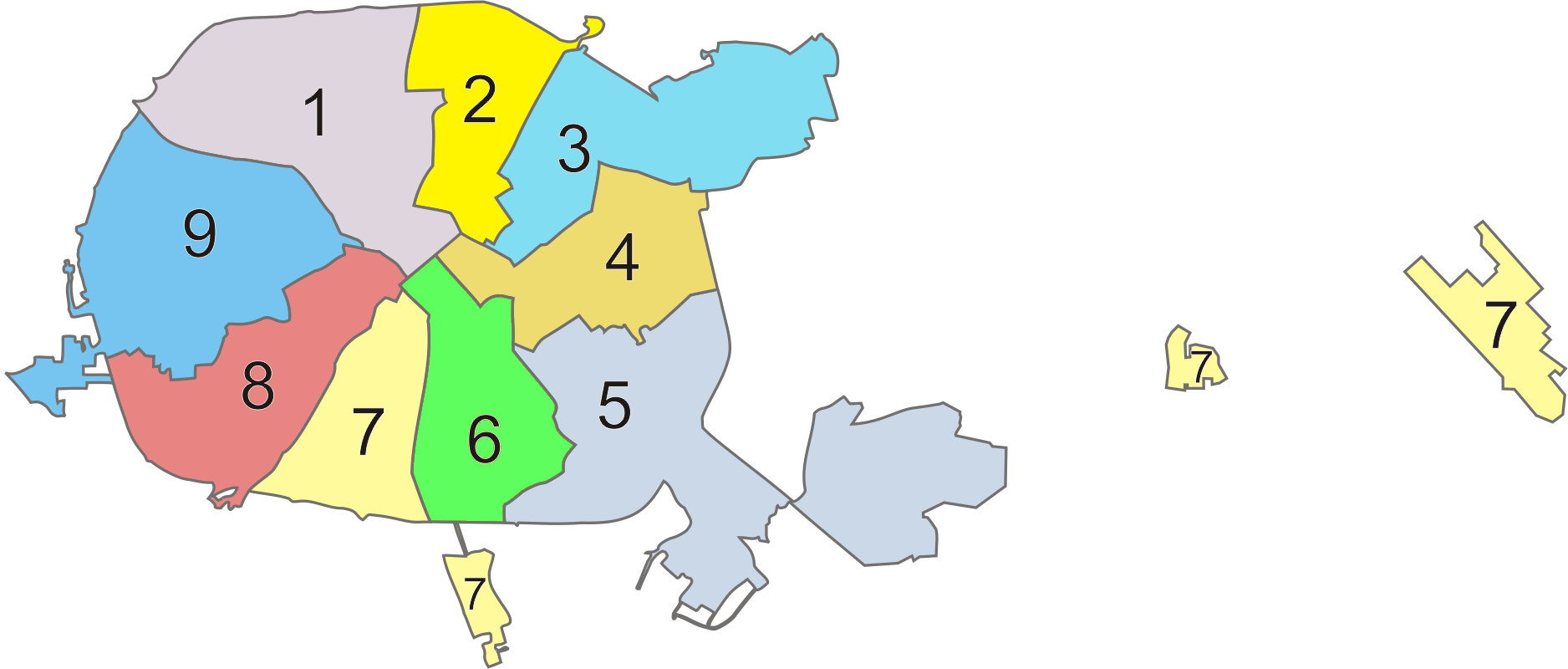
Stadtbezirke von Minsk

Die Stadt gliedert sich in neun Verwaltungs-/Stadtbezirke: Zentralny (1), Sawezki (2), Perschamajski (3), Partysanski (4), Sawodski (5), Leninski (6), Kastrytschnizki (7), Maskouski (8) und Frunsenski (9). Dem Stadtrat wurden die Dorfsiedlungen und eine städtische Siedlung untergeordnet.

### Klima
|                       | Jan  | Feb  | Mär  | Apr  | Mai  | Jun  | Jul  | Aug  | Sep  | Okt | Nov  | Dez  |   |      |
| Mittl. Tagesmax. (°C) | −4,2 | −2,5 | 2,4  | 10,9 | 18,4 | 21,3 | 23,6 | 21,7 | 16,5 | 9,9 | 3,1  | −1,2 | ⌀ | 10,1 |
| Mittl. Tagesmin. (°C) | −9,8 | −8,9 | −4,8 | 1,8  | 7,6  | 11,1 | 12,6 | 11,7 | 7,8  | 3,3 | −1,3 | −6,2 | ⌀ | 2,1  |
|                       |      |      |      |      |      |      |      |      |      |     |      |      |   |      |
| Niederschlag (mm)     | 40   | 34   | 42   | 42   | 62   | 83   | 88   | 72   | 60   | 49  | 52   | 53   | Σ | 677  |
|                       |      |      |      |      |      |      |      |      |      |     |      |      |   |      |
| Sonnenstunden (h/d)   | 1,3  | 2,6  | 4,1  | 5,8  | 7,8  | 8,8  | 8,4  | 7,5  | 5,1  | 3,3 | 1,1  | 0,9  | ⌀ | 4,7  |
|                       |      |      |      |      |      |      |      |      |      |     |      |      |   |      |
| Regentage (d)         | 10   | 9    | 10   | 9    | 9    | 11   | 11   | 9    | 9    | 9   | 11   | 12   | Σ | 119  |
|                       |      |      |      |      |      |      |      |      |      |     |      |      |   |      |
| Luftfeuchtigkeit (%)  | 87   | 84   | 79   | 73   | 67   | 67   | 71   | 74   | 77   | 83  | 88   | 89   | ⌀ | 78,2 |

| −9,8 |

| −8,9 |

| −4,8 |

| 1,8 |

| 7,6 |

| 11,1 |

| 12,6 |

| 11,7 |

| 7,8 |

| 3,3 |

| −1,3 |

| −6,2 |

| −9,8 |

| −8,9 |

| −4,8 |

| 1,8 |

| 7,6 |

| 11,1 |

| 12,6 |

| 11,7 |

| 7,8 |

| 3,3 |

| −1,3 |

| −6,2 |

## Etymologie des Namens
Mensk, der mittelalterliche Name der Stadt, leitet sich vom ehemaligen Flüsschen Menka (Menja) ab, einem Nebenfluss der Swislatsch. Der Name des Bachs geht aller Wahrscheinlichkeit nach auf die slawische Wurzel *men- zurück, was „klein“ bedeutet.
Die zugrundeliegende indogermanische Wurzel *mei- ist auch in Wörtern wie mindern oder minimal oder Menschewik zu finden.

## Wappen

Woblaszwappen auf der Flagge der Minskaja Woblasz

Das Wappen zeigt in Blau, dem Betrachter zugewandt, die betende heilige Muttergottes in blauem Kleid und rotem Mantel, Kappe und Schuhen auf einer silbernen Wolke stehend, zu deren Seite je ein silbergekleideter und -geflügelter Engel mit goldenem Nimbus zur Mitte gewandt kniet, und über allem schwebend zwei ebenso gefärbte Cherubköpfe.
Daneben sind Darstellungen mit goldenem Heiligenschein der Zentralfigur bekannt. Das Wappen ist auch in die Fahne übernommen worden. In einem goldenen Woblaszwappen mit goldener Mauerkrone und drei Wellenbalken ist das Stadtwappen im linken oberen Viertel eingefügt.

## Geschichte

### Mittelalter und frühe Neuzeit
Anfang des Jahres 1067 wurde Minsk erstmals als Menesk bzw. Mensk erwähnt, eine Stadt im Fürstentum Polozk im Verband der Kiewer Rus. Die erste Erwähnung in der Nestorchronik (russ. Повесть временных лет) stand mit der Schlacht an der Nemiga in Zusammenhang, bei der die Kiewer Fürsten-Brüder Isjaslaw I., Swjatoslaw II. und Wsewolod I. gegen den Polozker Fürsten Wseslaw zu Felde zogen und dabei auch die Stadt Minsk plünderten. Seit 1101 wurde es Hauptstadt eines unabhängigen Fürstentums Minsk. Infolge anhaltender Streitigkeiten zwischen verschiedenen Fürstengeschlechtern kam es immer wieder zu Feldzügen, denen Minsk zum Opfer fiel. So wurde die Stadt 1116 zunächst von den Truppen des Kiewer Fürsten Wladimir Monomach belagert und konnte 1119 schließlich dem Großfürstentum Kiew zugeschlagen werden. Obwohl die Polozker Fürsten zwischen 1159 und 1161 abermals mehrfach versuchten, Minsk zu erobern, gehörte die Stadt vorerst weiterhin zu Kiew. Aufgrund der allgemeinen politischen Situation, aber auch wegen der günstigen geografischen Lage der Stadt entwickelte sich Minsk zwischen dem 11. und 13. Jahrhundert zu einem wichtigen Handels- und Handwerkszentrum, wie umfangreiche archäologische Funde aus dieser Zeit belegen.
Seit Anfang des 14. Jahrhunderts gehörte es zum Großfürstentum Litauen. Minsk gehörte zunächst dem litauischen Großfürsten und König von Polen, Jogaila, der die Stadt Minsk 1387 mit allen dazugehörenden Ländereien und Bewohnern seinem Bruder Skirgaila (poln. Skirgiełło, belaruss. Skirhajla) abtrat. Von 1413 bis 1565 war die Stadt Teil der Wojewodschaft Wilna, wechselte in dieser Zeit jedoch mehrfach den Besitzer und fiel z. B. 1418 an den litauischen Großfürsten Vytautas.
Bereits 1444 fand sich die Stadt im Verzeichnis der 15 am weitesten entwickelten Städte des Großfürstentums Litauen. Im Jahre 1499 erhielt Minsk das Magdeburger Stadtrecht und alle daraus resultierenden Privilegien. Fortan wurde sie von einem Magistrat regiert. In dieser Zeit wurde auch mit dem Bau des Rathauses begonnen.
Seit der Union von Lublin im Jahr 1569 gehörte Minsk zu Polen-Litauen. Die polnische Sprache gewann dabei stark an Bedeutung in der Stadt. Im 16. Jahrhundert wurde Minsk zu einer wichtigen Stadt des Handwerks und Handels. Im Zuge einer Verwaltungsreform wurde Minsk von 1565 bis 1566 Zentrum der Wojewodschaft Minsk, der 60 Städte und Flecken angehörten. In die 1560er Jahre fällt die Gründung einer Reihe von Klöstern verschiedener Orden (u. a. Franziskaner, Dominikaner, Karmeliter, Zisterzienserinnen, Benediktinerinnen), deren verschiedene Gebäude lange Zeit das Stadtbild prägen sollten.
Besonders auf dem Oberen Markt bildete sich mit der Zeit ein beeindruckendes barockes Architekturensemble heraus, dessen Überreste heute noch auf dem späteren Kathedralenplatz und heutigen Platz der Freiheit zu sehen sind.
Als Ergebnis des Russisch-Polnischen Krieges 1654–1667 wurde die Stadt zum Teil stark in Mitleidenschaft gezogen. Nach der Besetzung der Stadt durch Truppenteile der russischen Armee im Jahr 1655 flüchteten große Teile der überwiegend polnisch-litauischen und jüdischen Bevölkerung aus Minsk und kehrten später erst allmählich wieder zurück. Im Jahr 1707 wurde die Stadt im Rahmen des Nordischen Krieges (1700–1721) von der schwedischen Armee Karls XII. erobert.

### Zarenzeit

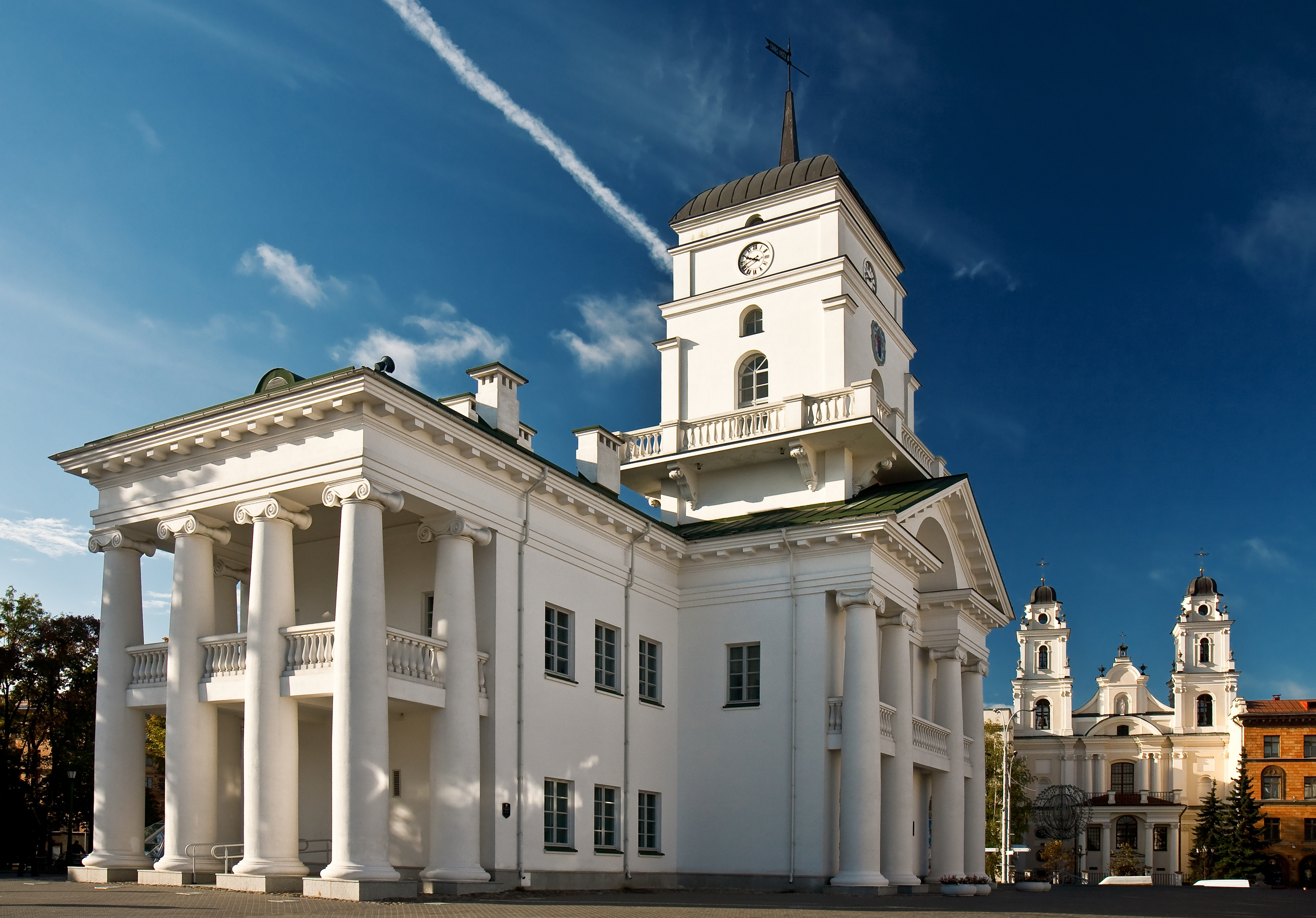
Das rekonstruierte Altstädter Rathaus von Minsk

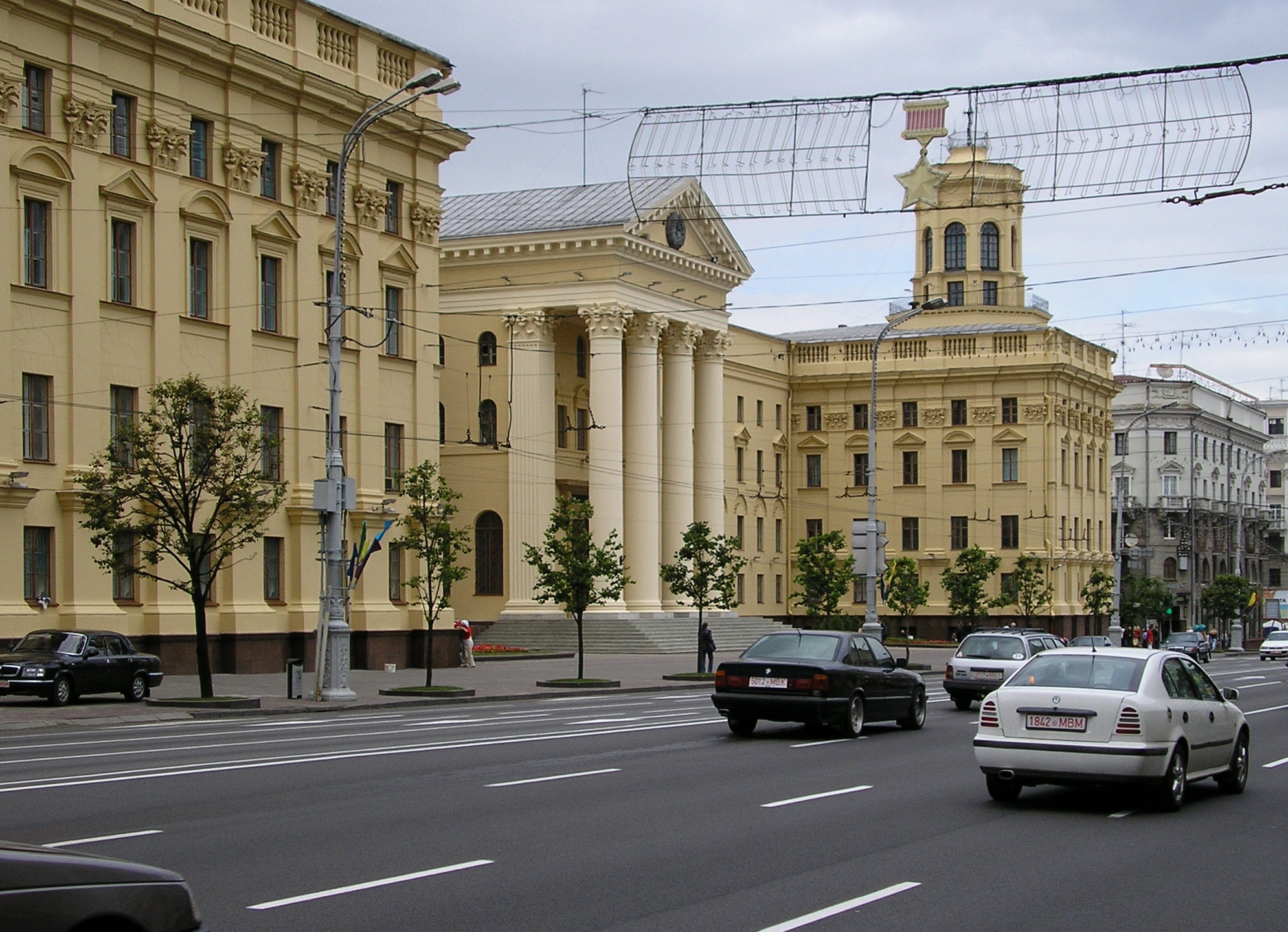
Klassizistischer Straßenzug in Minsk, heute Sitz des KGB-RB-Gebäude

Um das Jahr 1790 lag die Einwohnerzahl der Stadt bei 6500–7000. Die Mehrheit der Einwohner bildeten Juden und Polen, mit einer kleinen belarussischen Minderheit. Im Jahr 1793 kam Minsk als Ergebnis der zweiten polnischen Teilung zu Russland. Im selben Jahr wurde die Stadt Zentrum der Orthodoxen Eparchie Minsk (heute Zentrum der Belarussisch-Orthodoxen Kirche). 1798 wurde auch das römisch-katholische Bistum Minsk gegründet. Schon 1796 wurde Minsk Hauptstadt des gleichnamigen Gouvernements und erhielt noch im Dezember desselben Jahres ein neues Stadtwappen: die Heilige Jungfrau auf einem blauen Feld, umringt von vier Engeln. Die ehemalige Lingua franca der Stadt, Polnisch, wurde seit der Zugehörigkeit Minsks zum russischen Zarenreich zunehmend durch die russische Sprache ersetzt.
Während des „Vaterländischen Krieges“, den Russland gegen die napoleonischen Truppen führte, wurde Mikołaj Oppeln-Bronikowski im Juli zum Gouverneur ernannt. Die Bevölkerungszahl der Stadt sank von 9000 auf nur noch 3048 ab und auch die Wirtschaft nahm großen Schaden. In der Zeit der Besatzung wurde von den Franzosen eine „Übergangsregierung des Großfürstentums Litauen“ eingesetzt und geführt. Ihre Aufgabe bestand vor allem in der Eintreibung von Naturalien und der Rekrutierung von Soldaten für die Grande Armée. Die Zeit der französischen Besatzung endete mit der Wiedereroberung der Stadt durch russische Truppen im November 1812. Während des Januaraufstands führte die kaiserliche Regierung das Kriegsrecht in Minsk ein.

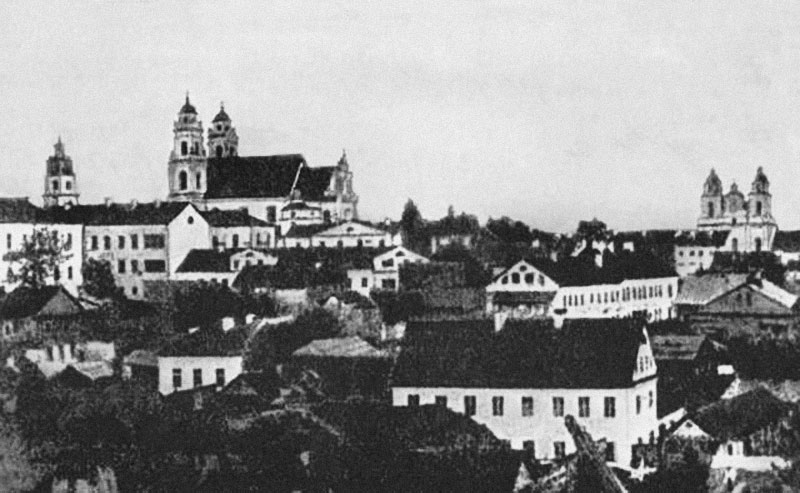
Ansicht von Minsk um 1870

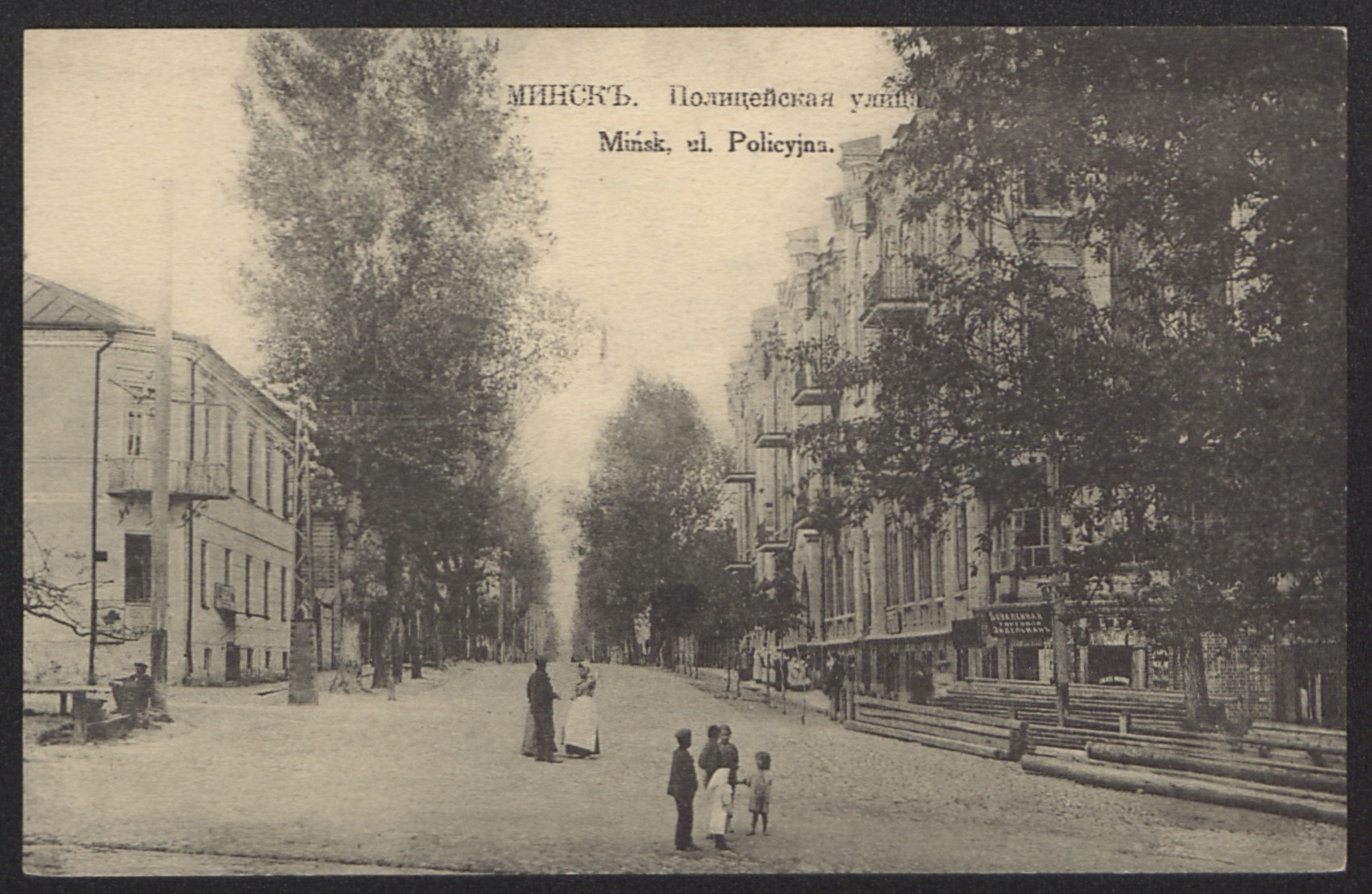
Minsk um 1912

Um die Mitte des 19. Jahrhunderts hatte sich die Wirtschaft der Stadt weitgehend erholt. Die Bevölkerungszahl nahm stetig zu, das kulturelle Leben florierte. So wurden in dieser Zeit mehrere Werke des berühmten polnischen Komponisten Stanisław Moniuszko (1819–1872) in Minsk aufgeführt, der selbst in der Nähe der Stadt geboren war und längere Zeit dort gelebt hatte.
Mit der zunehmenden Bevölkerungszahl und den neuen kulturellen Möglichkeiten stellte sich auch die Glaubensvielfalt ein, die für Minsk bis in das 20. Jahrhundert kennzeichnend bleiben sollte. Die zahlenmäßig wichtigsten Konfessionen bzw. Religionsgemeinschaften waren dabei die jüdische, russisch-orthodoxe und römisch-katholische. Nach der Volkszählung von 1897 betrug die Stadtbevölkerung knapp 91.000 Menschen. Dabei lag der jüdische Anteil an der Stadtbevölkerung bei 51,2 %. Russen stellten knapp 26 %, Polen 11,4 %, Belarussen machten nur etwa 9 % aus. Jedoch ist hierbei anzumerken, dass beim Zensus zahlreiche Belarussen als Herkunft „russisch“ angaben.
1898 wurde die Sozialdemokratische Arbeiterpartei Russlands in Minsk gegründet. Aus dieser Partei entwickelte sich später die Kommunistische Partei der Sowjetunion.
Während des Ersten Weltkriegs war Minsk in den Jahren 1914 und 1915 Sitz des russischen Oberkommandos. Am 21. Februar 1918 wurde Minsk von deutschen Truppen im Rahmen der Operation Faustschlag erobert. Das schnelle Vorrücken der Mittelmächte führte zur Unterzeichnung des Diktatfriedens von Brest-Litowsk durch die Bolschewiki am 3. März 1918.

### Sowjetunion

#### Von 1922 bis 1941

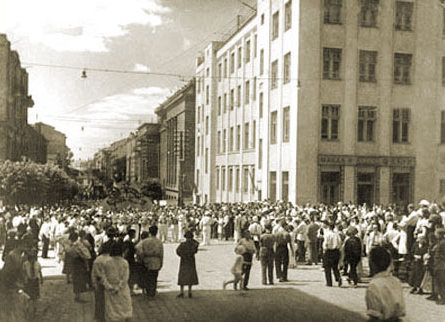
Zentrum von Minsk, 1939

Minsk wurde 1918 zur Hauptstadt der kurzlebigen „Weißrussischen Volksrepublik“. 1922 wurde Minsk Hauptstadt der neugebildeten Belorussischen Sozialistischen Sowjetrepublik (BSSR), einer Teilrepublik der Sowjetunion. Am 15. Januar 1938 wurde Minsk der neu gebildeten Minskaja Woblasz unterstellt. Die Einwohnerzahl stieg bis 1939 auf fast 240.000, wobei nun auch die Belarussen die größte Bevölkerungsgruppe darstellten.

#### Deutsche Besatzungszeit

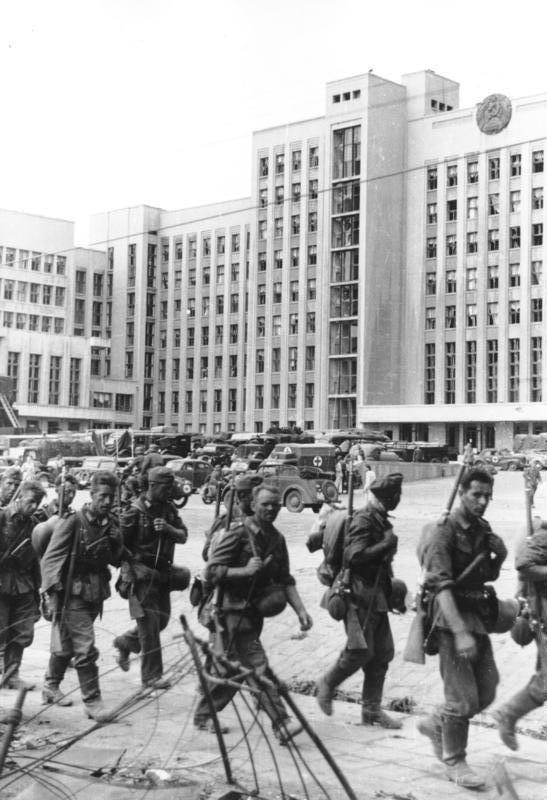
Deutsche Truppen in Minsk im August 1941, Aufnahme der Propagandakompanie

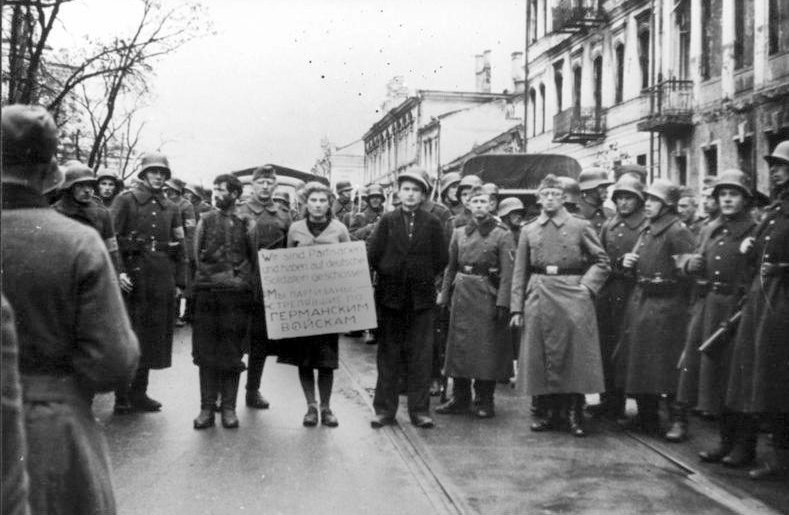
Zwei Männer und eine Frau (mit umgehängtem Schild „Wir sind Partisanen und haben auf deutsche Soldaten geschossen“) vor ihrer öffentlichen Hinrichtung (26. Oktober 1941; Aufnahme aus dem Bundesarchiv)

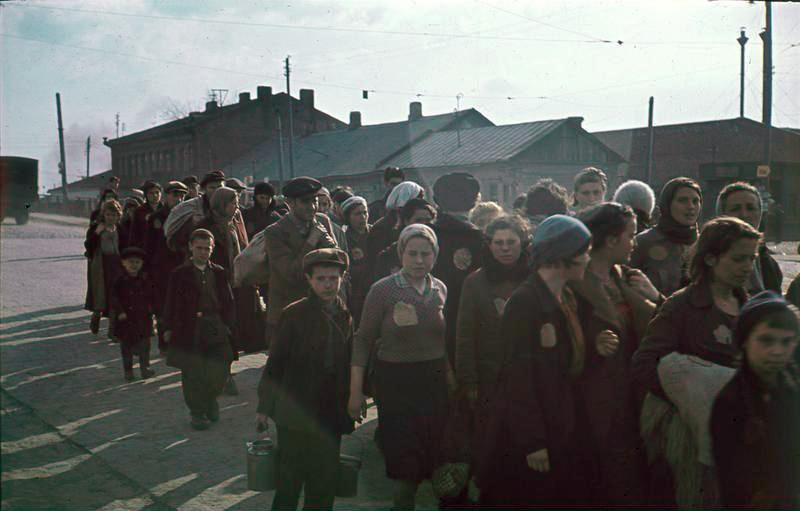
Abmarsch von als „Juden der Rasse nach“ gekennzeichneten Menschen in Minsk, Aufnahme von Ernst Herrmann aus dem Bundesarchiv

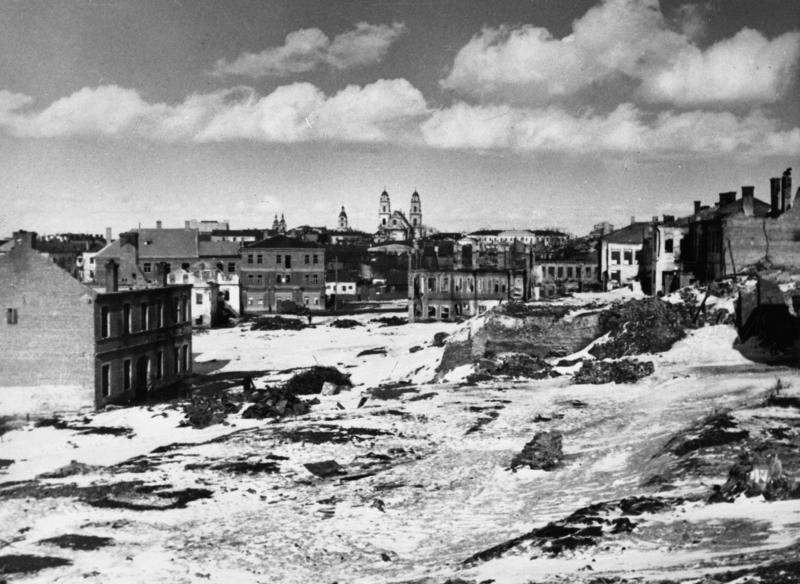
Zerstörungen in Minsk, 1941

In der Kesselschlacht bei Minsk im Zweiten Weltkrieg wurde Minsk 1941 schwer zerstört. Am 28. Juni 1941, also sechs Tage nach dem Überfall auf die Sowjetunion, war die Stadt im Wesentlichen von den deutschen Truppen erobert worden und wurde Hauptort des Generalbezirks Weißruthenien. Die Rote Armee konnte mehrere tausend Bewohner der Stadt in das sichere Hinterland evakuieren, der Großteil der Bewohner verblieb allerdings in der schwer zerstörten Stadt. Nun begannen die Deutschen die Jagd auf die jüdische Bevölkerung sowie auf alle Kommunisten und deren Sympathisanten, derer man habhaft werden konnte. Im Dezember 1941 wurde Wazlau Iwanouski von den deutschen Besatzern als Bürgermeister der Stadt ernannt.
Mehrere bis dahin unzerstörte Häuser wurden von der Wehrmacht niedergebrannt und deren Bewohner vertrieben. Zehntausende Minsker wurden bis zur Befreiung am 3. Juli 1944 ermordet oder nach Deutschland zur Zwangsarbeit verschleppt, viele verhungerten, weil die Einwohner nur noch 30 Prozent der Lebensmittelrationen erhielten. Mehrere Krankenhäuser waren zerstört und sollten auch nicht wieder aufgebaut werden. Die meisten Bewohner der Stadt standen den deutschen Besatzungstruppen ablehnend gegenüber, viele kollaborierten jedoch auch mit ihnen, was oftmals die einzige Überlebenschance war. Die Wälder um Minsk waren ein Zentrum der Partisanenbewegung. Regelmäßig wurden in der Stadt Partisanen hingerichtet und zur Abschreckung tage- und teils auch wochenlang sichtbar hängen gelassen.
Vor dem deutschen Einmarsch befand sich in Minsk eine der sowohl prozentual als auch in absoluten Zahlen größten jüdischen Gemeinden der Sowjetunion. Rund 30 % der etwa 240.000 Einwohner waren Juden. Der größte Teil davon wurde während der deutschen Besetzung verschleppt und ermordet. Mit dem Ghetto Minsk entstand in jenen Jahren eines der größten Sammellager/Ghettos Europas. Dort wurden ab Juli 1941 etwa 60.000 Juden in einem zwei Quadratkilometer großen Stadtviertel im Nordosten konzentriert, von denen nur wenige überlebten. Bis zur Auflösung des Ghettos im Oktober 1943 wurden in sogenannten „Aktionen“ zehntausende erschossen, viele hundert starben an Krankheiten und Unterernährung sowie durch einzelne Übergriffe des Wachpersonals. In der Nähe von Minsk befand sich das Vernichtungslager Maly Trostinez.

#### Wiederaufbau ab 1944
Im Zuge der Operation Bagration eroberte die Sowjetunion Minsk im Juni und Juli 1944 zurück. Nach der Befreiung hatte die Stadt nur noch etwa 50.000 Einwohner. Für die Verteidigung wurde ihr in der Sowjetunion der Ehrentitel Heldenstadt verliehen. In Minsk bestand das Kriegsgefangenenlager 168 für deutsche Kriegsgefangene des Zweiten Weltkriegs. Es entwickelte sich aus dem Lager 183, Borisow, und bestand bis 1953. Schwer Erkrankte wurden im Kriegsgefangenenhospital 2035 versorgt.

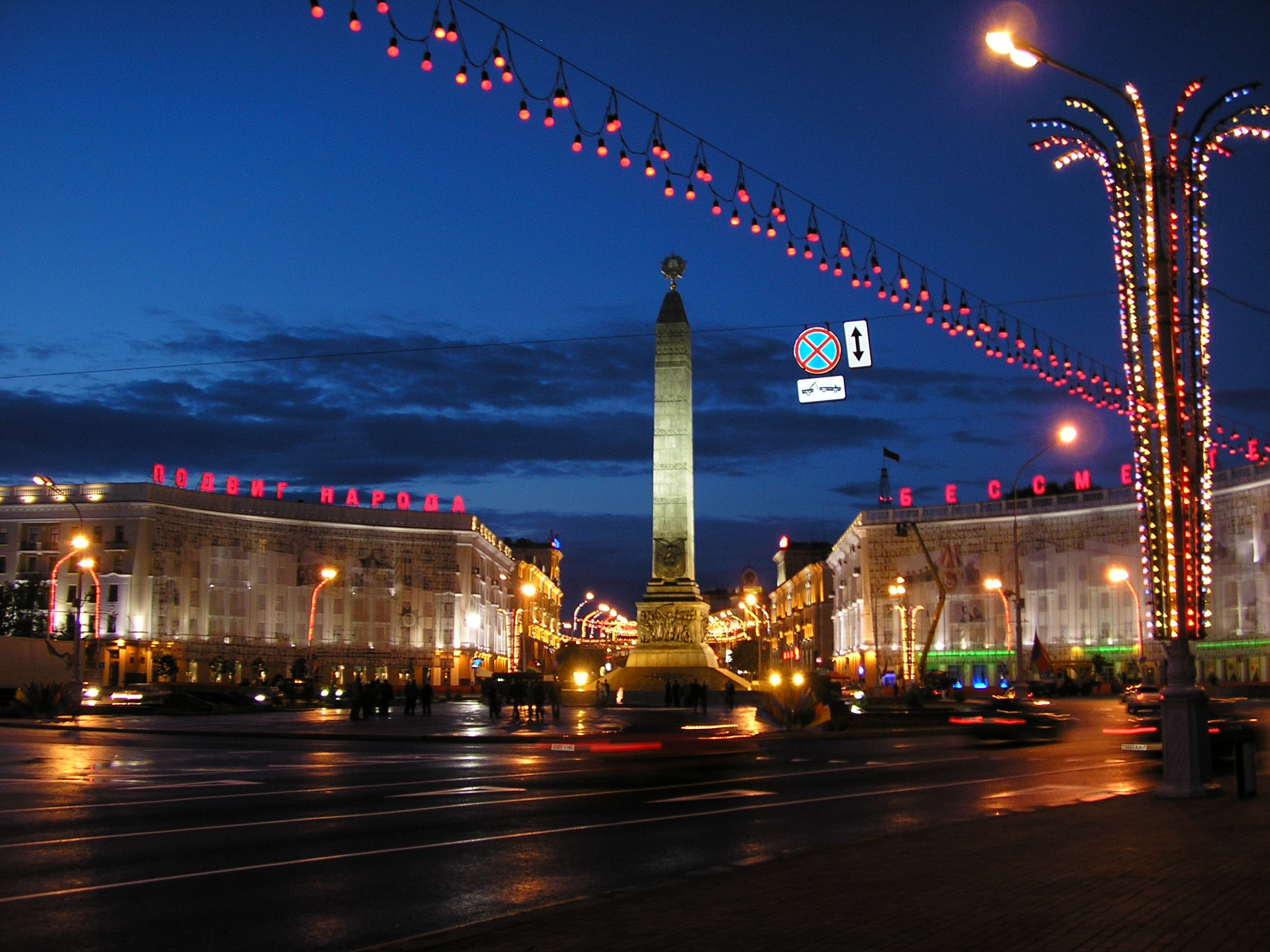
Siegesplatz in Minsk

Nach dem Krieg fand ein zügiger Wiederaufbau mit breiten Straßen und großen Parks statt. In der Innenstadt wurde das Straßennetz vollständig zu Gunsten eines Schachbrett-Grundrisses umgestaltet, neue repräsentative Gebäude vor allem für die Verwaltung entstanden. Im Zuge der Neugestaltung des Stadtzentrums wurden auch größere Teile der noch erhaltenen Altstadt abgerissen, vor allem im Bereich des Nemiga-Viertels (zwischen der Straße ul. Nemiga und dem ehemaligen Mascherow-Prospekt, dem heutigen Prospekt der Sieger).
Am 14. Mai 1946 wurde Minsk aus der Minskaja Woblasz ausgegliedert und gehört seitdem keiner Woblasz mehr an.
Schon 1959 hatte Minsk über 500.000 Einwohner und damit deutlich mehr als vor dem Krieg. In den 1970er-Jahren wurde Minsk zur Millionenstadt. Im Jahr 1984 wurde die Metro Minsk eröffnet. Von den zwei Linien, die sich im Zentrum kreuzen, ist die Linie 2 in nordsüdlicher Richtung bereits fertiggestellt. Der Ausbau von Linie 1 (in ostwestlicher Richtung) dauert an. Im November 2020 wurden die ersten vier Stationen der dritten Linie eröffnet.

### Republik Belarus (seit 1991)
Mit der Auflösung der Sowjetunion 1991 wurde die Republik Belarus mit Minsk als Hauptstadt unabhängig. Minsk ist seitdem auch Sitz der Gemeinschaft Unabhängiger Staaten (GUS). Durch den Status als belarussische Hauptstadt wurden auch zahlreiche Botschaften in Minsk errichtet, und die Einwohnerzahl stieg bis 2012 auf über 1,9 Millionen.
2014 und 2015 war die Stadt Schauplatz der Verhandlungen und Namensgeber zweier Abkommen zur Befriedung und Deeskalation des seit 2014 in der Ukraine immer weiter eskalierenden Krieges: Protokoll von Minsk („Minsk I“) und Minsk II.

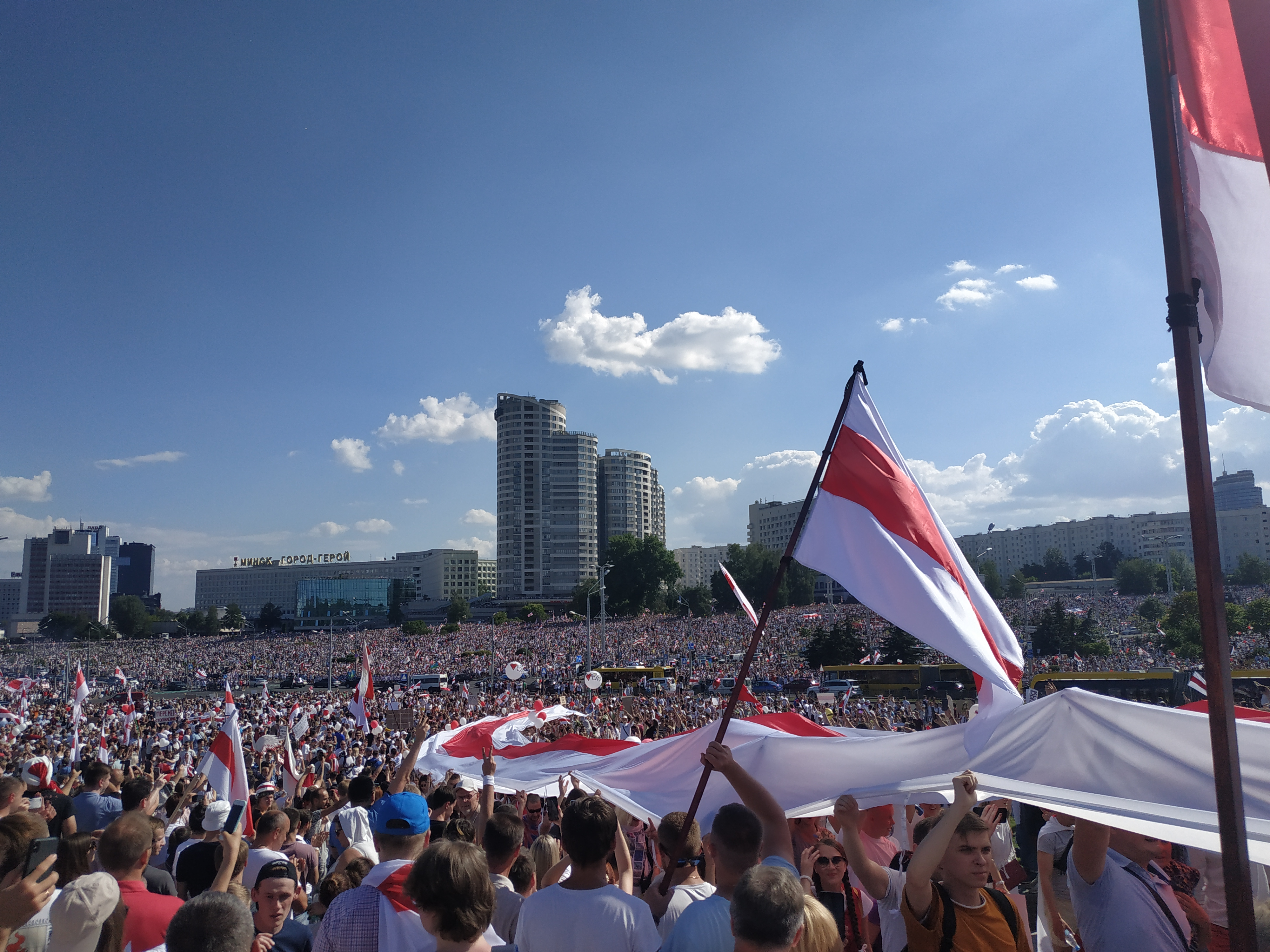
Proteste in Minsk 2020

Bei den Massenprotesten 2020 nach der Präsidentschaftswahl war Minsk ein wesentlicher Hauptschauplatz der Protestbewegung im Land. Am 10. August 2020 wurde der unbewaffnete Demonstrant Aljaksandr Tarajkouski von Sicherheitskräften erschossen. Am 16. August 2020 versammelten sich etwa 200.000 Demonstranten in der Hauptstadt. Als am 23. August 2020 Hunderttausende Demonstranten am Palast der Unabhängigkeit, der Residenz Aljaksandr Lukaschenkas vorbeimarschieren wollten, wurden sie von Sicherheitskräften blockiert.

### Bevölkerungsentwicklung
Quelle: pop-stat.mashke.org

## Wirtschaft
Minsk ist das Hauptindustriezentrum Belarus. In der Stadt gibt es mehr als 250 Fabriken und Werke. Die industrielle Entwicklung der Stadt begann in den 1860er Jahren und wurde durch die in den 1870er Jahren gebaute Eisenbahn erleichtert. Doch im Ersten Weltkrieg und ganz besonders im Zweiten Weltkrieg wurde sehr viel der industriellen Infrastruktur zerstört. Nach dem letzten Krieg war die Entwicklung der Wirtschaft stark mit der Stadtentwicklung verbunden. Durch die sowjetische Führung wurden vor allem forschungsintensive Industrien angesiedelt. Minsk wurde zum Produktionsstandort für Lastwagen, Traktoren, Getriebe, optische Ausrüstungen, Kühlschränke, Fernseher und Radios, Fahrräder, Motorräder und Metallverarbeitungsanlagen. Außer Elektroindustrie und Maschinenbau waren in der Stadt Werke für Baumaterialien und der Lebensmittel-, Textil- und Druckindustrie ansässig. Während der Zeit der Sowjetunion waren alle Industrien, Lieferanten und Märkte innerhalb der Union verbunden und aufeinander abgestimmt. Nach dem Zerfall der Sowjetunion brachen wirtschaftliche Beziehungen ab und Absatzmärkte weg. So hatte Minsk, so gut wie alle Städte der ehemaligen Sowjetunion, in der Zeit von 1991 bis 1994 mit einem massiven Rückgang der Wirtschaftsleistung zu kämpfen.
Ab 1995 unter der Regierung Alexander Lukaschenkas wurde viel der Schwerindustrie wiedergewonnen. So fiel der wirtschaftliche Abschwung in Minsk deutlich schwächer aus als in vielen anderen osteuropäischen Städten. Noch heute sind 40 % der Arbeiter im Produktionssektor angestellt. Mehr als 70 % der in Belarus erzeugten Waren werden exportiert, besonders nach Russland und andere GUS-Staaten. Jedoch sind große Teile der lokalen Industrie international nicht konkurrenzfähig, da viele Produktionsstätten bislang nur unzureichend modernisiert wurden. Die größten Arbeitgeber der Stadt sind das Minsker Traktorenwerk (20.000 Beschäftigte) und das Minsker Automobilwerk. Außerdem gibt es noch eine große Fabrik für Kühlschränke „Atlant“. Zu weiteren, bedeutenden Unternehmen der Stadt Minsk gehören unter anderem der Halbleiterhersteller Integral, der Straßenbahn- und Bushersteller Belkommunmasch, der Softwareentwickler Wargaming.net, der Uhrenhersteller Lutsch oder die Telekommunikationsgesellschaft Beltelecom. Auch die Hauptsitze des staatlichen Industriekonzerns Belnaftachim sowie des Herstellers alkoholischer Getränke Minsk Kristall befindet sich in Minsk. Auch die nationale Wertpapierbörse, die Belarusian Currency and Stock Exchange hat hier ihren Sitz.

## Infrastruktur

### Bildung und Wissenschaft

Gebäude der belarussischen Nationalbibliothek am östlichen Stadtrand von Minsk

In Minsk gibt es zwölf staatliche Hochschulen, darunter ein ehemaliges medizinisches Institut, die heutige Staatliche medizinische Universität Minsk, fünf Akademien, darunter die Nationale Akademie der Wissenschaften von Belarus sowie eine Verwaltungsakademie beim Präsidenten der Republik Belarus, ein Institut, vier Colleges (eine Art höhere Fachschule, in etwa vergleichbar mit dem deutschen Gymnasium oder dem französischen Lyzeum) sowie neun private Hochschulen. Seit dem Jahr 2006 ist die Nationalbibliothek von Belarus fertiggestellt.

### Verkehr

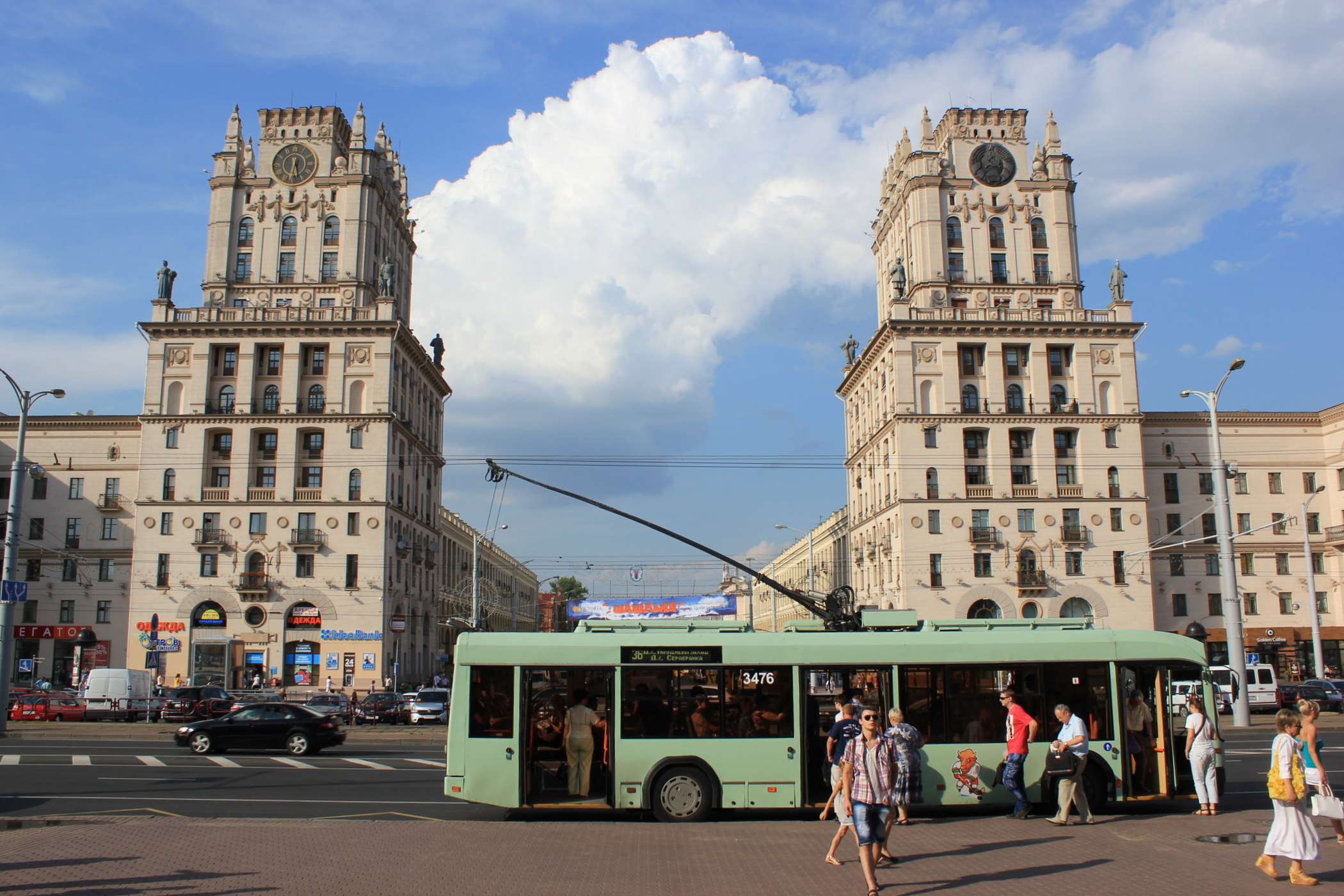
Stadtbus auf dem Minsker Bahnhofsplatz

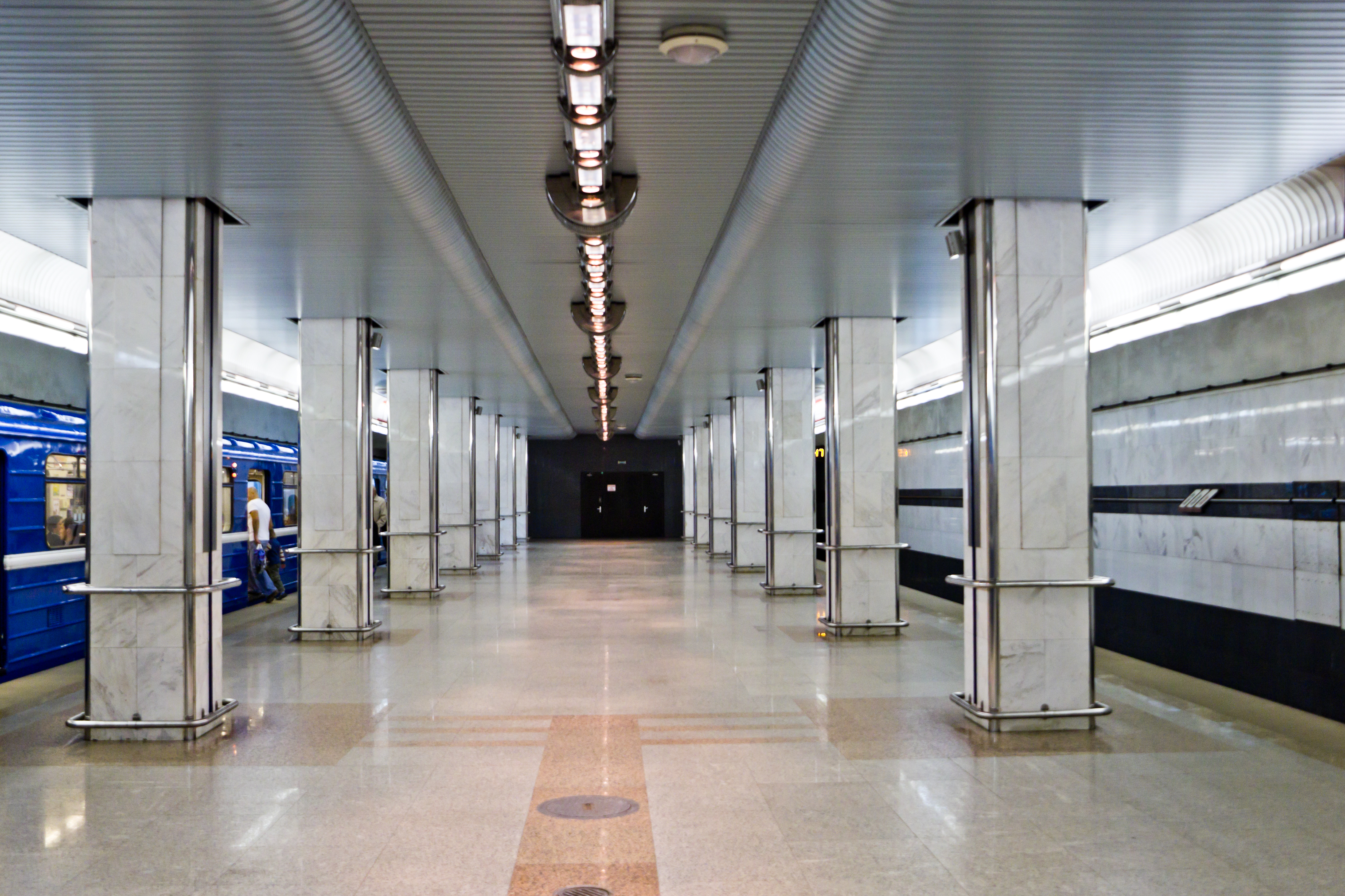
Am 7. November 2005 wurde die Station Spartyunaja (Спартыўная) eröffnet.

Minsk hat eine wichtige Funktion als internationaler Verkehrsknotenpunkt in Osteuropa. In Minsk kreuzen sich die Verkehrswege für Eisenbahn- und Straßenverkehr von Paris nach Moskau und von Nordeuropa in die Ukraine.
Straßenverkehr
Rund um Minsk verläuft entlang der Stadtgrenze der autobahnähnlich ausgebaute Schnellstraßenring MKAD, von dem aus wichtige Fernstraßen des Landes ausgehen. Einzig die M 1 verläuft gänzlich an der Stadt vorbei. Fernstraßenverbindungen von Minsk aus bestehen nach Brest, Hrodna, Vilnius, Mjadsel, Wizebsk, Worscha, Mahiljou und Homel.
Nahverkehr
Der öffentlichen Personennahverkehr wird von der staatlichen Gesellschaft Minsktrans verwaltet. Diese betreibt die Metro Minsk mit drei Linien, die Straßenbahn Minsk mit zehn Linien sowie die 64 Oberleitungsbus- und 100 Omnibus-Linien. Im Netz der Oberleitungsbuslinien sind mehr als 800 Busse unterwegs, mehr als 160 davon können kürzere Strecken auch ohne Oberleitung zurücklegen, da sie mit einer entsprechenden Batterie versehen sind. Alle öffentlichen Verkehrsmittel verkehren zwischen 5:30 und 1:00 Uhr.
Schienenverkehr
Im Zentrum der Stadt befindet sich der Hauptbahnhof Minsk Passaschyrski, der zentrale Personenbahnhof der nationalen Eisenbahngesellschaft Belaruskaja tschyhunka, von dem zahlreiche Direktverbindungen – beispielsweise nach Moskau oder Sankt Petersburg – angeboten werden. Dem Güterverkehr dient der südwestlich davon an der Strecke nach Brest gelegene Rangierbahnhof Minsk-Sartaval'ny.
Luftverkehr
Minsk hatte zwei Flughäfen: Der innerhalb der Stadt gelegenen Flughafen Minsk-1 wurde am 23. Dezember 2015 geschlossen. Heute ist nur mehr der 1982 eröffnete internationale Minsk National Airport (früher Flughafen Minsk-2) in Betrieb, der etwa 40 Kilometer außerhalb der Stadt liegt. Es ist der einzige internationale Flughafen des Landes und das Drehkreuz der Fluggesellschaft Belavia.

## Kultur

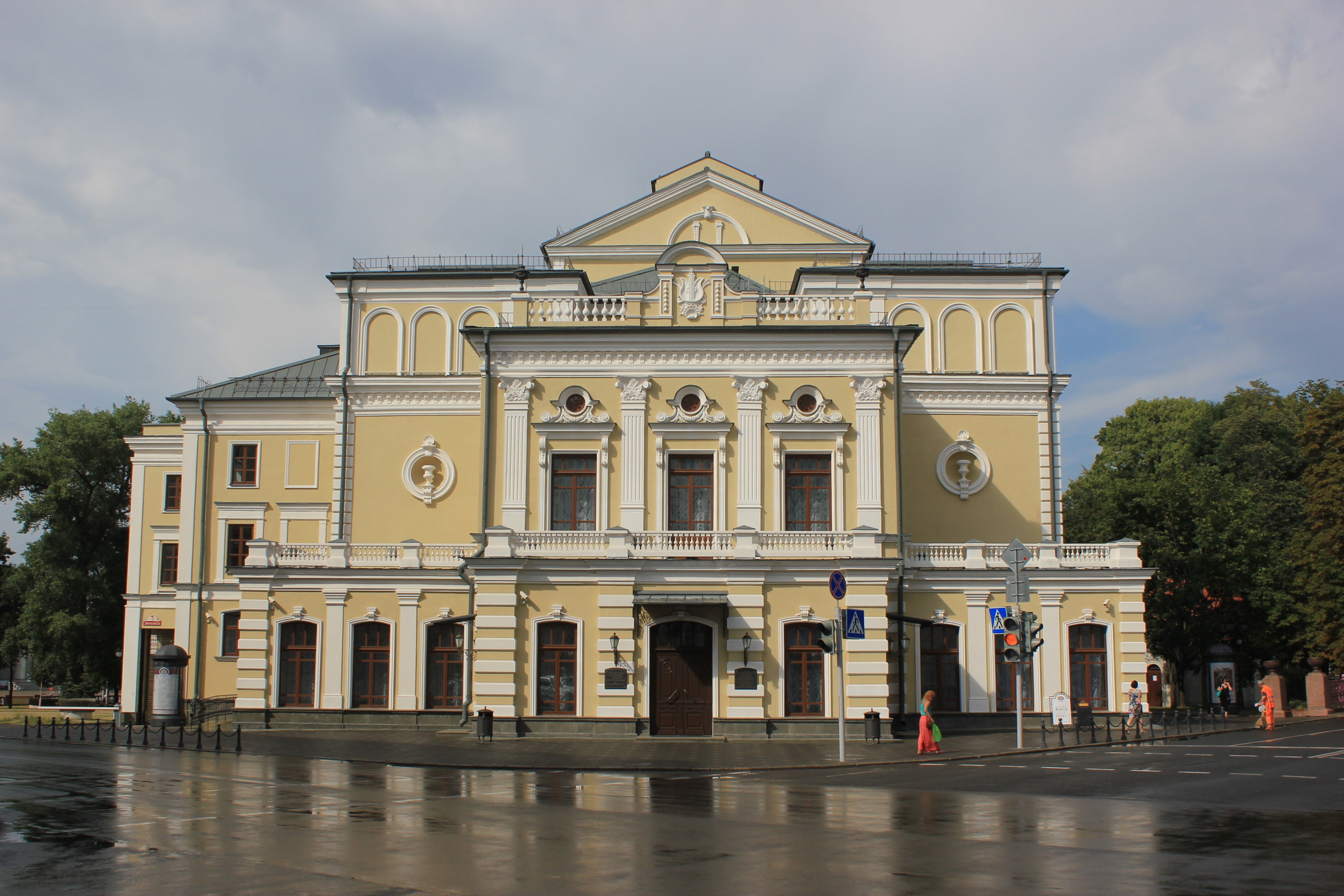
Janka-Kupala-Theater

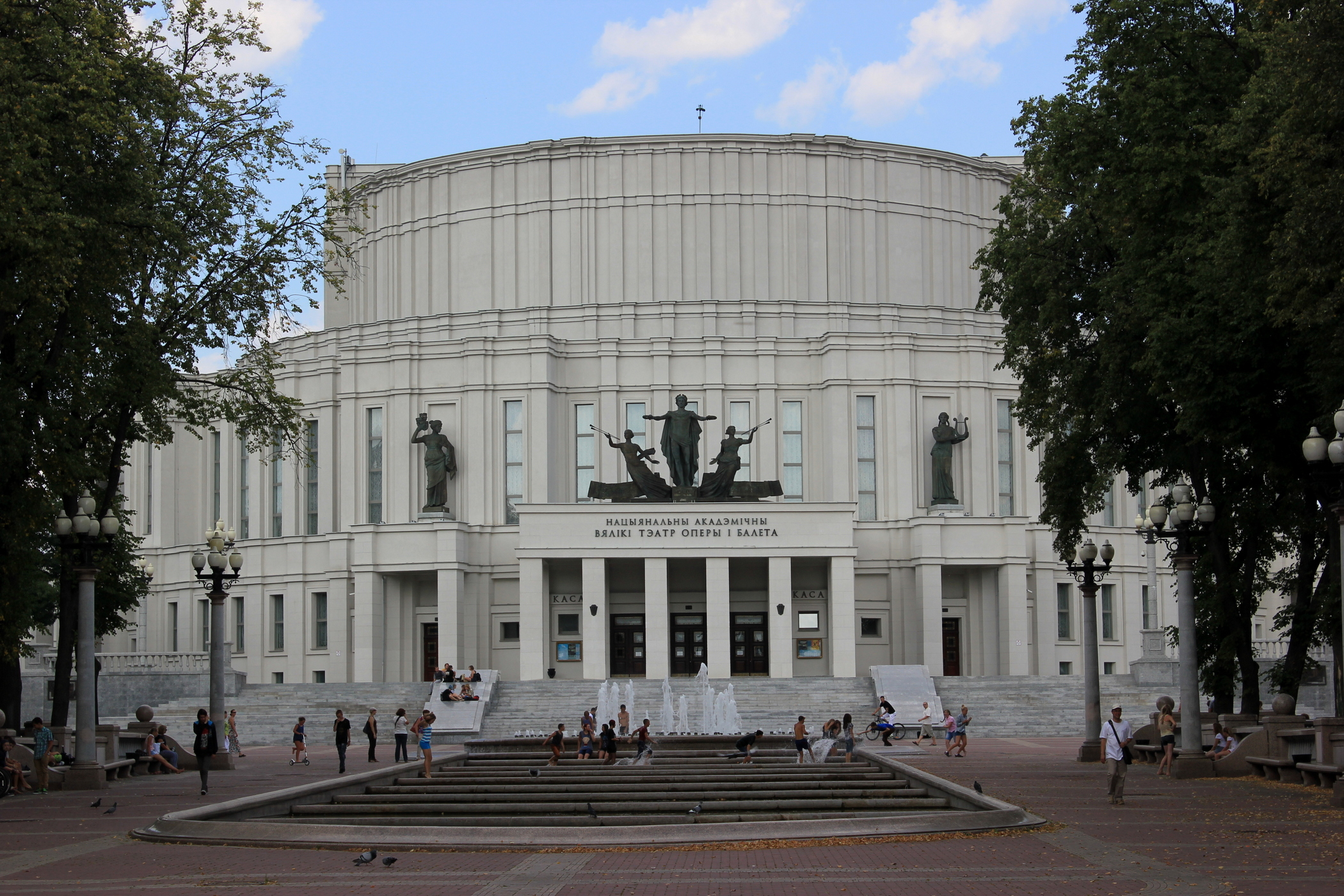
Theater, Oper und Ballett Minsk

### Museen
In Minsk gibt es folgende Museen: das nationale Kunstmuseum, das Museum für Kriegsgeschichte / die Geschichte des Deutsch-Sowjetischen Kriegs, das Museum für die Geschichte und Kultur von Belarus, das Literatur- und Gedenkmuseum Janka Kupala, das Maksim-Bahdanowitsch-Literaturmuseum, das Pjatrus-Brouka-Museum, das Sair-Asgur-Museum, das Museum für Theater- und Musikgeschichte, das Museum für belarussische Literaturgeschichte, das Museum für zeitgenössische bildende Kunst, das Museum für die Geschichte der Nationalen Akademie der Wissenschaften von Belarus, das Museum für Medizingeschichte, das Natur- und Umweltmuseum, das Wankowitschy-Museum, das Haus zu Ehren der ersten Sozialdemokratische-Arbeiterpartei-Russlands-Versammlung sowie der Park der Steine.

### Theater
Minsk verfügt überdies über 19 Theater wie das Janka-Kupala-Theater (das älteste Belarus), das staatliche Musiktheater, das staatliche Puppentheater, das Kleine Theater Minsk, das Neue Schauspielhaus, das Satire- und Humortheater Chrystafor, das Theater für belarussische Dramaturgie, das Theater des Kinoschauspielers, das Jugendkleinkunsttheater, das Poetische Schauspiel Znitsch und das Theater der belarussischen Armee. Das Maxim-Gorki-Nationaltheater bietet vor allem ein Repertoire russischsprachiger Theaterstücke, während sich das Janka-Kupala-Theater auf Dramen in belarussischer Sprache konzentriert, darunter auch Übersetzungen. Das Theater des jungen Zuschauers führt vor allem Stücke für Kinder und Jugendliche auf.

### Zirkus, Film und Weiteres
Noch auf die Tradition der Sowjetzeit geht der belarussische Staatszirkus zurück, der, in einem festen Zirkusbau untergebracht, das ganze Jahr hindurch Programm hat. Auch das Nationale Operntheater und das Nationale Ballett-Theater, die beide im selben Gebäude angesiedelt und im Volksmund als Opern- und Ballett-Theater bezeichnet werden, gehen auf diese Zeit zurück. Außerdem ist in Minsk die Staatliche Philharmonie Minsk beheimatet. Sie steht unter dem Dirigat von Wjatschaslau Bolitsch (Stand Ende 2018).
Das staatliche Kinostudio Belarusfilm in Minsk ist die einzige Filmproduktionsfirma in Belarus.
Minsk hat einen kleinen Zoo, elf Kulturhäuser und neun Kulturpaläste, darunter den Palast der Republik am Oktoberplatz.

### Sehenswürdigkeiten

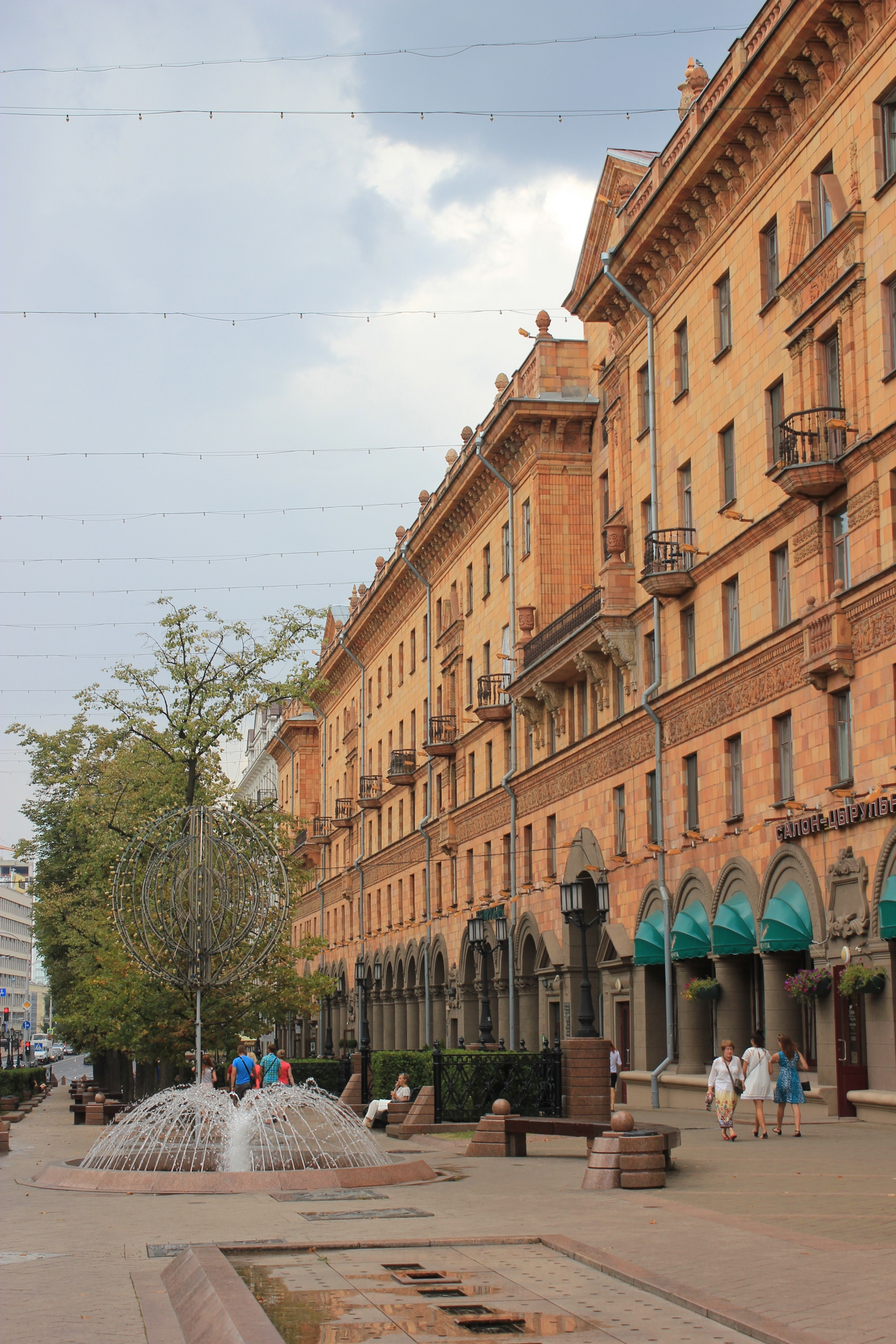
Nesaleschnaszi-Prospekt im Zentrum

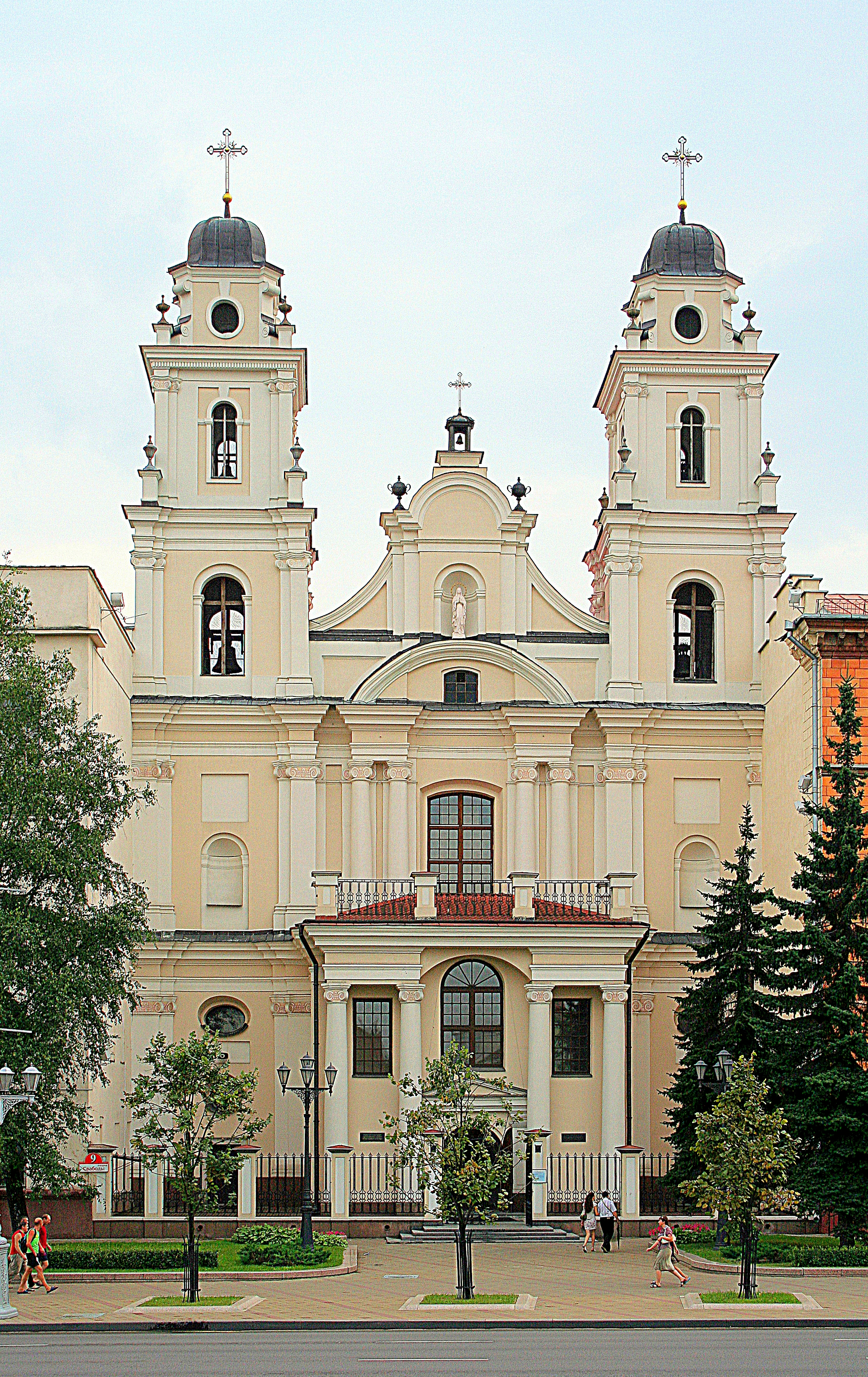
Kathedrale der Heiligen Jungfrau Maria

Sehenswert in Minsk sind vor allem die Altstadt, die früher sogenannte „Oberstadt“ (russ. Верхний город) um die orthodoxe Heiliggeist-Kathedrale, das alte Bernardinerinnenkloster aus dem Jahre 1628 und das nach historischen Plänen wiederaufgebaute Rathaus. Schräg gegenüber dem Altstädter Rathaus von Minsk, an der Leninstraße, befindet sich die katholische Mariä-Namen-Kathedrale, die zu dem ehemaligen Komplex des früheren Jesuiten-Klosters gehört. Unterhalb der Altstadt, direkt am Ufer der Swislatsch, befindet sich die Traezkae-Vorstadt (dt.: Dreifaltigkeits-Vorstadt, ein rekonstruiertes altstädtisches Viertel aus dem 19. Jahrhundert). Diesem Viertel vorgelagert, wurde auf einer künstlichen Insel in der Swislatsch ein Denkmal in Form einer kleinen Kapelle errichtet, das den Opfern des Afghanistan-Kriegs gewidmet ist.
Im Jahr 2006 wurde mit staatlicher Unterstützung die Gedächtniskirche aller Heiligen vollendet, eine nationale Gedenkstätte für alle gefallenen und ermordeten belarussischen Soldaten und Zivilisten des napoleonischen Russlandfeldzugs 1812 und der deutschen Eroberungszüge im Ersten und Zweiten Weltkrieg. Ebenfalls unterhalb der Altstadt, an der Nemiga-Straße, steht die kleine Kirche der Heiligen Peter und Paul aus dem Jahr 1613, die sich allerdings vor dem Hintergrund gewaltiger Neubauten eher winzig ausnimmt.

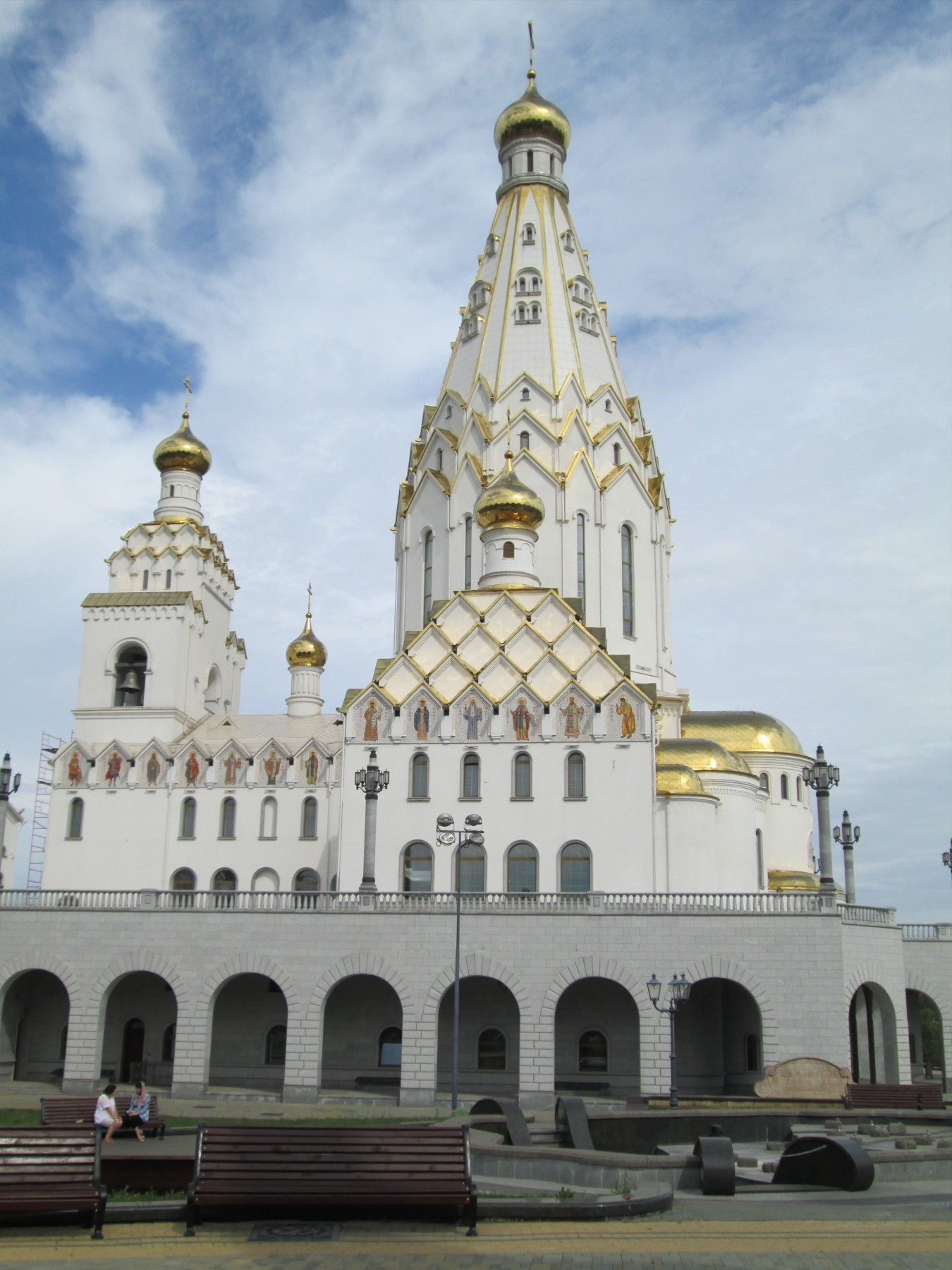
Nationale Gedächtniskirche aller Heiligen der russisch-orthodoxen Kirche

Zu den wichtigsten innerstädtischen Verkehrsadern zählt zweifelsohne der vormalige Skaryna-Boulevard (siehe: Francysk Skaryna), ein innerstädtischer Prachtboulevard, der nun „Unabhängigkeitsboulevard“ heißt und eindrucksvolle Beispiele der sowjetischen Architektur liefert. Eine Flusspromenade entlang der Swislatsch führt durch mehrere innerstädtische Parkanlagen (z. B. den Janka-Kupala-Park und den nach Maxim Gorki benannten Kinderpark).
Zentrale Plätze sind der Unabhängigkeitsplatz (der ehemalige Lenin-Platz), der Jakub-Kolas-Platz und der Siegesplatz (belaruss. Плошча Перамогі, russ. Площадь Победы), dessen Erscheinung vor allem durch einen weithin sichtbaren Obelisken und die an seiner Nordostseite gelegenen ovalen Gebäudekomplexe im sowjetischen Empire-Stil geprägt ist. Nicht zuletzt durch die Ereignisse nach den Präsidentschaftswahlen im März 2006 ist auch der Oktoberplatz (belaruss. Кастрычніцкая плошча, russ. Октябрская площадь) mittlerweile gut bekannt, der als zentraler Platz für Kundgebungen dient und dessen prägendes architektonisches Element der in den 1980er Jahren erbaute Palast der Republik (belaruss. Палац Рэспублікі, russ. Дворец Республики) ist.
Ein weiteres wichtiges architektonisches Denkmal ist die am Unabhängigkeitsplatz gelegene katholische Backsteinkirche des hl. Simon und der hl. Helena, die allgemein unter dem Namen „rote Kirche“ (russ. Красный костёл) bekannt ist. Auch das Opernhaus gehört wegen seiner Gestaltung zu den wichtigen Architekturdenkmälern der frühen Sowjetperiode. Vor dem Opernhaus steht ein Denkmal für den belarussischen Nationaldichter Maksim Bahdanowitsch.
Rund fünf Kilometer nordwestlich der Stadtgrenze befindet sich der 1956 angelegte Saslaujer Stausee, welcher vor allem als „Minsker Meer“ bekannt ist und über insgesamt rund zehn Kilometer Strandufer verfügt. Er ist vor allem unter Einheimischen ein beliebtes Freizeit- und Urlaubsziel und wird auch für Wassersportaktivitäten rege genutzt.

### Sport

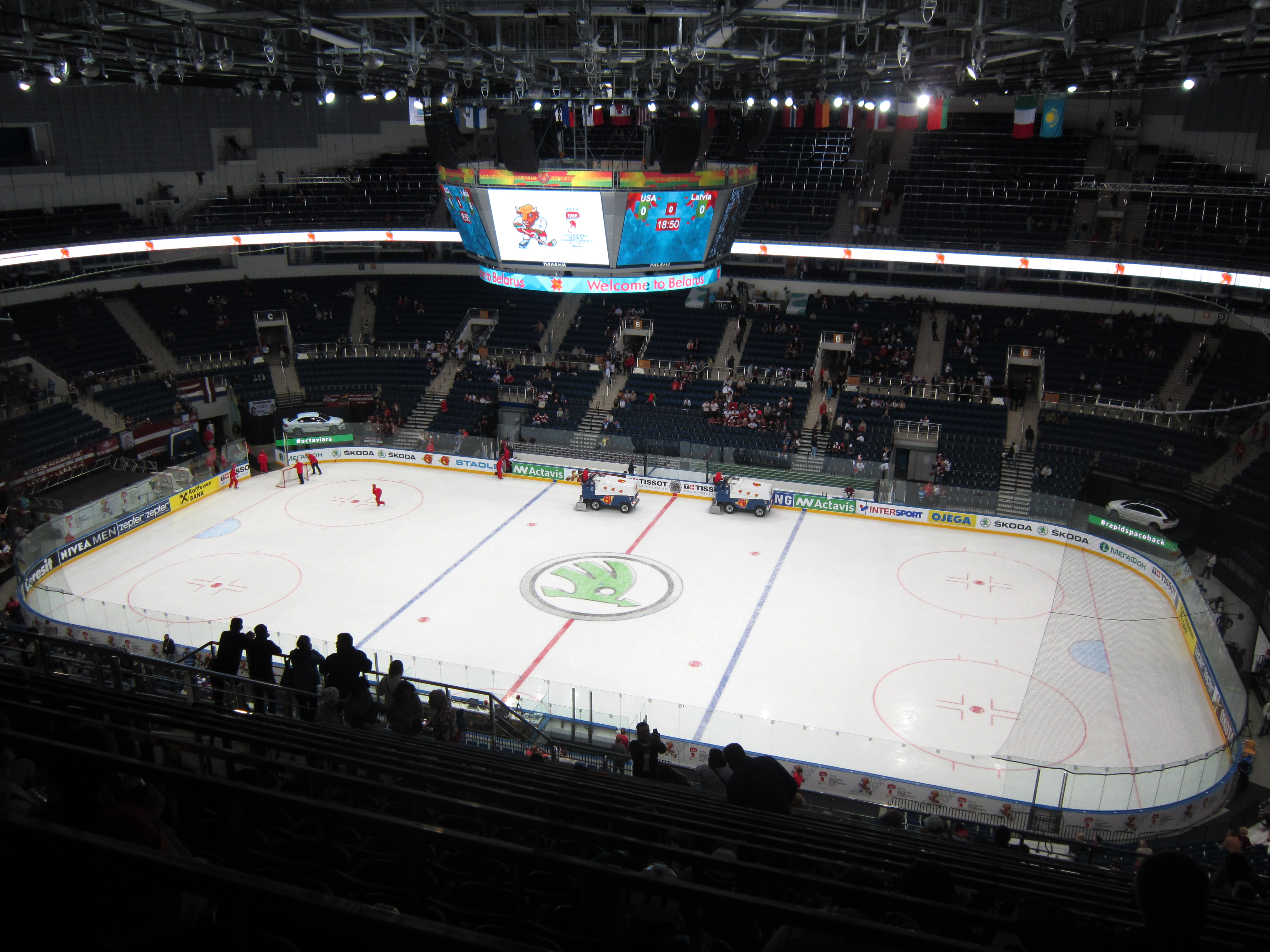
Minsk-Arena (2014)

- Der FK Dinamo Minsk ist siebenfacher Belarussischer Meister und spielt, ebenso wie der FK Minsk, in der höchsten Fußball-Spielklasse von Belarus
- FK Enerhetyk-BDU Minsk
- FK SKVICh Minsk
- FK Partizan Minsk, zweifacher Pokalsieger
- FK Ataka-Aura Minsk
- Der HK Dinamo Minsk nimmt ab 2008 an der Kontinentalen Hockey-Liga teil und war 2007 Belarussischer Meister
- HK Junost Minsk, mehrfacher Eishockeymeister
- HK Keramin Minsk, mehrfacher Eishockeymeister
- HK Pantera Minsk, Fraueneishockeyklub, Meister der EWHL
- SKA Minsk, Handballklub, mehrfacher Europapokalsieger
- HC Dinamo Minsk, Handballklub
- Zmoki Minsk, Profibasketballmannschaft
- Die Ringer-Weltmeisterschaften 1975 fanden vom 11. bis zum 18. September 1975 in Minsk statt.
- Minsk war als Austragungsort für die Biathlon-Weltmeisterschaften 1990 vorgesehen, die aber nach dem zweiten Veranstaltungstag wetterbedingt abgebrochen werden mussten
- Im Mai 2014 war Minsk Austragungsort der Eishockey-Weltmeisterschaft der Herren. Gespielt wurde in der Minsk-Arena und in der aus diesem Anlass neugebauten Tschyschouka-Arena (auch russ. Tschischowka-Arena)

## Städtepartnerschaften
Minsk listet folgende Partnerstädte auf:

| Stadt                 | Land                             | seit | Typ            |
| --------------------- | -------------------------------- | ---- | -------------- |
| Abu Dhabi             | Vereinigte Arabische Emirate     | 2007 | Partnerstadt   |
| Ankara                | Türkei                           | 2007 | Partnerstadt   |
| Bakersfield           | Kalifornien, Vereinigte Staaten  |      | Partnerstadt   |
| Belgrad               | Serbien                          |      | Kooperation    |
| Belo Horizonte        | Minas Gerais, Brasilien          | 1987 | Partnerstadt   |
| Bengaluru             | Karnataka, Indien                | 1986 | Partnerstadt   |
| Bischkek              | Kirgisistan                      | 1997 | Schwesterstadt |
| Bonn                  | Nordrhein-Westfalen, Deutschland | 1993 | Partnerstadt   |
| Brjansk               | Russland                         | 2014 | Partnerstadt   |
| Caracas               | Venezuela                        |      | Partnerstadt   |
| Changchun             | Mandschurei, Volksrepublik China | 1992 | Schwesterstadt |
| Chișinău              | Moldau                           | 2000 | Schwesterstadt |
| Detroit               | Michigan, Vereinigte Staaten     | 1979 | Partnerstadt   |
| Duschanbe             | Tadschikistan                    | 1998 | Partnerstadt   |
| Eindhoven             | Noord-Brabant, Niederlande       | 1994 | Partnerstadt   |
| Havanna               | Kuba                             | 2005 | Partnerstadt   |
| Jerewan               | Armenien                         | 2002 | Partnerstadt   |
| Kalisz                | Polen                            |      | Partnerstadt   |
| Kaluga                | Russland                         | 2015 | Schwesterstadt |
| Kiew                  | Ukraine                          | 1997 | Partnerstadt   |
| Łódź                  | Polen                            | 1993 | Schwesterstadt |
| Lyon                  | Auvergne-Rhône-Alpes, Frankreich | 1976 | Schwesterstadt |
| Maardu                | Harju, Estland                   |      | Partnerstadt   |
| Mailand               | Lombardei, Italien               |      | Partnerstadt   |
| Murmansk              | Russland                         | 2014 | Schwesterstadt |
| Nischni Nowgorod      | Wolga, Russland                  | 2007 | Partnerstadt   |
| Nottingham            | England, Vereinigtes Königreich  | 1966 | Schwesterstadt |
| Nowosibirsk           | Sibirien, Russland               | 2012 | Schwesterstadt |
| Odessa                | Ukraine                          | 1996 | Partnerstadt   |
| Omsk                  | Sibirien, Russland               | 2013 | Kooperation    |
| Peking                | Huabei, Volksrepublik China      | 2016 | Schwesterstadt |
| Reinickendorf, Berlin | Deutschland                      |      | Partnerstadt   |
| Riga                  | Lettland                         |      | Partnerstadt   |
| Sankt Petersburg      | Russland                         | 2000 | Kooperation    |
| Sendai                | Miyagi, Japan                    | 1973 | Partnerstadt   |
| Shanghai              | Huadong, Volksrepublik China     | 2019 | Partnerstadt   |
| Teheran               | Iran                             | 2006 | Partnerstadt   |
| Uljanowsk             | Wolga, Russland                  | 2015 | Schwesterstadt |
| Vilnius               | Litauen                          |      | Partnerstadt   |
| Wien                  | Österreich                       |      | Kooperation    |

 Die Minsker Stadtbezirke „Partisan“ und „Oktjabr“ unterhalten Partnerschaften zum Berliner Bezirk Marzahn-Hellersdorf.

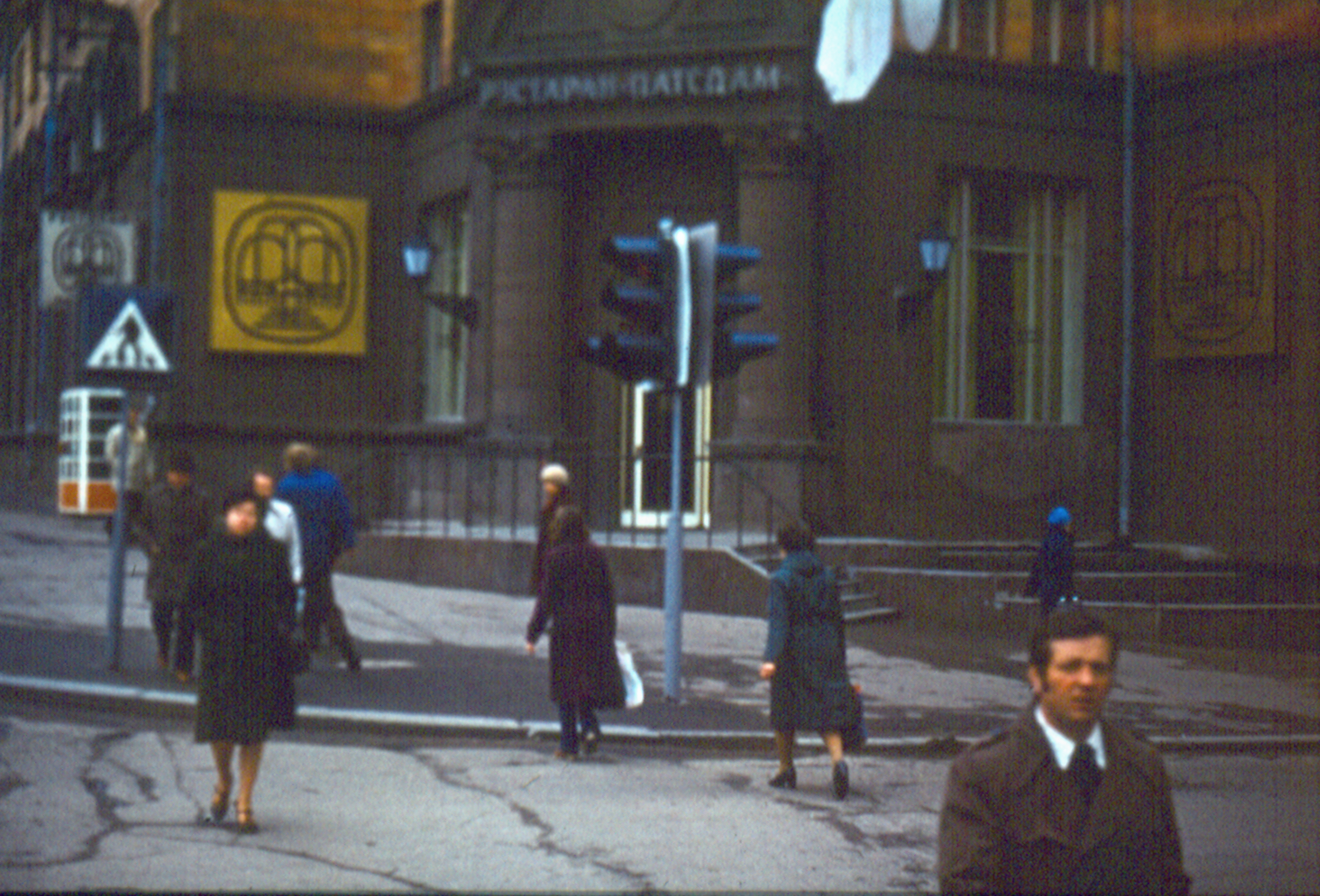
Eingang zum Minsker „Restaurant Potsdam“ (1981)

Zu Sowjet- bzw. DDR-Zeiten bestand eine Partnerschaft mit Potsdam. Als Ausdruck dieser wurde in Potsdam das ehemalige „Restaurant Minsk“ errichtet, das inzwischen als Kunstmuseum genutzt wird, siehe Kunsthaus Das Minsk. In Minsk wurde als Gegenstück das Рэстаран Патсдам (Restaran Patsdam „Restaurant Potsdam“) eröffnet.